# Liste der Gleichnisse Jesu

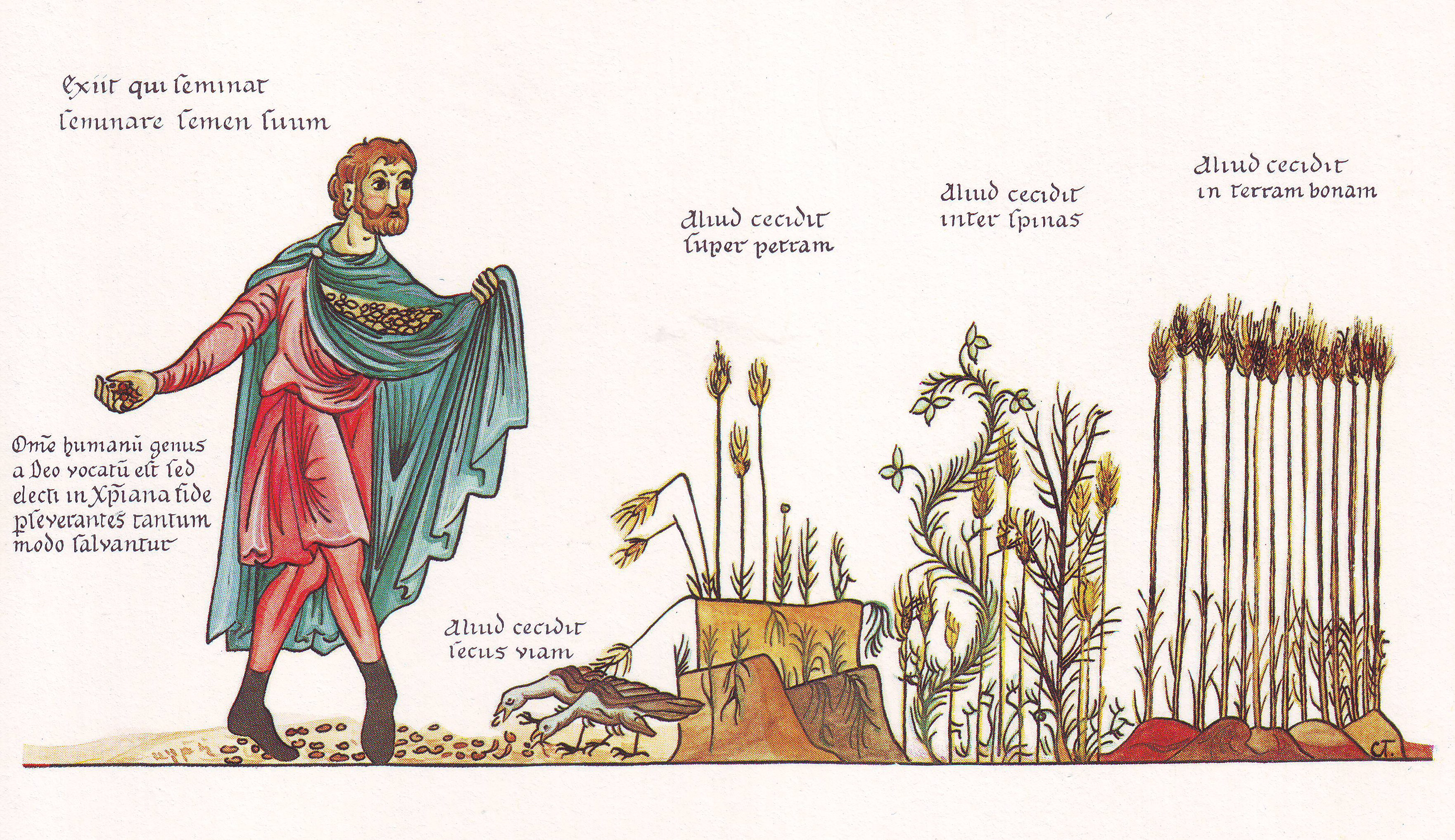
„Das Gleichnis vom vierfachen Ackerfeld“ – Darstellung aus dem Hortus Deliciarum der Herrad von Landsberg (12. Jahrhundert)

Diese Liste der Gleichnisse Jesu orientiert sich im Umfang am Gleichniskompendium von Ruben Zimmermann. Dieser bildet den aktuellen Forschungskonsens ab, wenn er die auf Adolf Jülicher zurückgehende Aufteilung in Gleichnisse, Parabeln, Beispielerzählungen und Bildworte zugunsten einer einzigen Kategorie aufgibt, die er in Anlehnung an den griechischen Text „Parabel“ nennt.

## Liste der Gleichnisse Jesu

### Gleichnisse Jesu in den Synoptischen Evangelien
| Gleichnis                                                | Mt       | Mk       | Lk           |
| -------------------------------------------------------- | -------- | -------- | ------------ |
| Vom Salz                                                 | 5,13     |          | 14,34–35     |
| Von der Bergstadt                                        | 5,14     |          |              |
| Vom Licht unter dem Scheffel                             | 5,14–15  | 4,21–22  | 8,16 ; 11,33 |
| Vom Gang zum Richter                                     | 5,25–26  |          | 12,58–59     |
| Vom Dieb                                                 | 6,19–21  |          | 12,33–34     |
| Vom Auge als Licht des Körpers                           | 6,22–23  |          | 11,34–36     |
| Vom Doppeldienst                                         | 6,24     |          | 16,12        |
| Vom Sorgen                                               | 6,25–30  |          | 11,22–28     |
| Vom Splitter und vom Balken                              | 7,3–5    |          | 6,41–42      |
| Von der Entweihung des Heiligen                          | 7,6      |          |              |
| Vom bittenden Kind                                       | 7,9–11   |          | 11,11–13     |
| Vom engen Tor                                            | 7,13–14  |          | 13,24–27     |
| Vom Baum und seinen Früchten                             | 7,16–20  |          | 6,43–44      |
| Vom Haus auf Felsen und auf Sand gebaut                  | 7,24–27  |          | 6,47–49      |
| Vom Bräutigam (Die Fastenfrage)                          | 9,14–17  | 2,18–20  | 5,38–39      |
| Von den neuen Flicken auf dem alten Kleid                | 9,16     | 2,21     | 5,36         |
| Vom neuen Wein in alten Schläuchen                       | 9,17     | 2,22     | 5,37–38      |
| Arbeiter für die Ernte                                   | 9,27–28  |          | 10,2         |
| Vom Schüler und Lehrer                                   | 10,24–25 |          | 6,40         |
| Musizierende Kinder                                      | 11,16–17 |          | 7,31–32      |
| Beelzebulgleichnis                                       | 12,25–27 | 3,22–26  | 11,17–19     |
| Vierfaches Ackerfeld                                     | 13,18–23 | 4,13–20  | 8,11–15      |
| Vom Unkraut unter dem Weizen                             | 13,24–30 |          |              |
| Vom Senfkorn                                             | 13,31–32 | 4,30–32  | 13,18–19     |
| Vom Sauerteig                                            | 13,33    |          | 13,20–21     |
| Vom Schatz im Acker                                      | 13,44    |          |              |
| Von der kostbaren Perle                                  | 13,45–46 |          |              |
| Vom Fischnetz                                            | 13,47–48 |          |              |
| Vom rechten Schriftgelehrten                             | 13,52    |          |              |
| Vom Ausreißen der Pflanze                                | 15,13    |          |              |
| Vom Blindensturz                                         | 15,14    |          | 6,39         |
| Von der Beurteilung der Zeit                             | 16,2–3   |          | 12,54–56     |
| Verlorenes Schaf                                         | 18,12-14 |          | 15,4–7       |
| Vom unbarmherzigen Gläubiger (Schalksknecht)             | 18,23–34 |          |              |
| Vom Kamel und dem Nadelöhr                               | 19,23ff  | 10,24ff  | 18,24ff      |
| Arbeiter im Weinberg                                     | 20,1–16  |          |              |
| Von den ungleichen Söhnen                                | 21,28–31 |          |              |
| Von den bösen Weingärtnern                               | 21,33–41 | 12,1–9   | 20,9–16      |
| Vom großen Abendmahl                                     | 22,2–10  |          | 14,16–24     |
| Vom Gast ohne Hochzeitskleid                             | 22,11–13 |          |              |
| Von Aas und Geiern                                       | 24,28    |          | 17,37        |
| Vom Feigenbaum                                           | 24,32–33 | 13,28–29 | 21,29–32     |
| Mitgenommen oder zurückgelassen                          | 24,40–41 |          | 17,34–35     |
| Drei Gleichnisse zur Wachsamkeit                         | 24,43–51 | 13,33–37 | 12,35–48     |
| Von den klugen und törichten Jungfrauen                  | 25,1–13  |          |              |
| Von den anvertrauten Talenten (Mt), von den Pfunden (Lk) | 25,14–30 |          | 19,12-27     |
| Vom Weltgericht                                          | 25,31–36 |          |              |
| Vom Starken                                              |          | 3,27     |              |
| Vom Maß                                                  |          | 4,24     |              |
| Von der selbstwachsenden Saat                            |          | 4,26–29  |              |
| Von Reinheit und Unreinheit                              |          | 7,14–23  |              |
| Von Kindern und Hunden                                   |          | 7,27–28  |              |
| Vom Arzt                                                 |          |          | 4,23         |
| Vom Gläubiger und seinen zwei Schuldnern                 |          |          | 7,41–43      |
| Barmherziger Samariter                                   |          |          | 10,25–37     |
| Vom bittenden Freund                                     |          |          | 11,5–13      |
| Vom reichen Kornbauern                                   |          |          | 12,16–21     |
| Von den wachenden Knechten                               |          |          | 12,35–38     |
| Vom Feigenbaum ohne Früchte                              |          |          | 13,6–9       |
| Von den Ehrenplätzen bei der Hochzeit                    |          |          | 14,7–14      |
| Vom Turmbau und vom Kriegführen                          |          |          | 14,28–33     |
| Vom Verlorenen Groschen                                  |          |          | 15,8–10      |
| Vom verlorenen Sohn                                      |          |          | 15,11–32     |
| Vom ungerechten Haushalter                               |          |          | 16,1–8       |
| Vom reichen Mann und armen Lazarus                       |          |          | 16,19–31     |
| Vom Herrn und Knecht                                     |          |          | 17,7–10      |
| Vom ungerechten Richter                                  |          |          | 18,2–5       |
| Vom Pharisäer und dem Zöllner                            |          |          | 18,9–14      |

### Gleichnisse bei Johannes
| Gleichnis                               | Joh           |
| --------------------------------------- | ------------- |
| Jesus als der neue Tempel               | 2,19          |
| Geburt von oben                         | 3,3–7         |
| Der wehende Wind                        | 3,8           |
| Vom lebendigen Wasser                   | 4,13–14       |
| Von der nahen Ernte                     | 4,35–38       |
| Von der Lehre des Sohnes                | 5,19–23       |
| Vom Brot des Lebens                     | 6,32–40.48–51 |
| Vom Hirten und den Schafen              | 10,1–5        |
| Von der Tür                             | 10,7–10       |
| Vom Hirten und den Lohnknechten         | 10,12–13      |
| Vom Wandel bei Tag und Nacht            | 11,9–10       |
| Vom Weizenkorn                          | 12,24         |
| Von der Wohnung im Vaterhaus            | 14,1–4        |
| Vom Weinstock, dem Winzer und den Reben | 15,1–8        |
| Von der gebärenden Frau                 | 16,21–22      |

## Gleichnisse aus dem Thomasevangelium
Das gnostisch geprägte Thomasevangelium (EvThom) enthält eine apokryphe Sammlung von 114 Sprichworten, die als Logien und kurzen Dialogen dargelegt wurden. Neben den in den synoptischen Evangelien ähnlich oder gleich lautenden Entsprechungen finden sich weitere, eigenständige Niederschriften von Gleichnissen.
| Bildwort                      | Thom           |
| ----------------------------- | -------------- |
| Löwe-Mensch-Löwe              | EvThom 7       |
| Der wählerische Fischer       | EvThom 8       |
| Knechte/Kinder auf dem Feld   | EvThom 21,1–4  |
| Stillkinder                   | EvThom 22      |
| Vom Lichtmenschen             | EvThom 24      |
| Das Lamm und der Ort der Ruhe | EvThom 60      |
| Zwei auf dem Bett             | EvThom 61      |
| Holz und Stein                | EvThom 77,21–3 |
| Das Licht in den Bildern      | EvThom 83      |
| Der leere Krug                | EvThom 97      |
| Der Attentäter                | EvThom 98      |
| Vom Hund in der Futterkrippe  | EvThom 102     |

### Forschungsgeschichte
- Joachim Jeremias: Die Gleichnisse Jesu. Kurzausgabe, 9. Auflage, Vandenhoeck & Ruprecht, Göttingen 1984, ISBN 3-525-33498-2 (PDF; 27,8 MB, 156 Seiten auf www.carespektive.de)
- Adolf Jülicher: Die Gleichnisreden Jesu. 1. Teil: Die Gleichnisreden Jesu im Allgemeinen. 2. Auflage. 2. Teil: Auslegung der Gleichnisreden der drei ersten Evangelien. Tübingen 1910

### Aktuelle Literatur
- Georg Baudler: Jesus im Spiegel seiner Gleichnisse. Das erzählerische Lebenswerk Jesu – ein Zugang zum Glauben. Calwer Verlag, Kösel-Verlag, Stuttgart, München 1986, ISBN 978-3-7668-0804-2
- Eugen Biser: Die Gleichnisse Jesu. Versuch einer Deutung. Kösel, München 1965 (PDF 6,9 MB; 184 Seiten auf epub.ub.uni-muenchen.de)
- Karl Herbst: Der wirkliche Jesus. Das total andere Gottesbild. Walter, Olten / Freiburg im Breisgau 1988, ISBN 3-530-34551-2
- Christoph Kähler: Jesu Gleichnisse als Poesie und Therapie: Versuch eines integrativen Zugangs zum kommunikativen Aspekt von Gleichnissen Jesu. Mohr Siebeck, Tübingen 1995, ISBN 978-3-16-146233-7
- Gabi Kern: Parabeln in der Logienquelle Q. In Ruben Zimmermann (Hrsg.): Kompendium der Gleichnisse Jesu. Gütersloher Verlagshaus, Gütersloh 2007, ISBN 978-3-579-08020-8, S. 49–91, hier S. 51–52; 59–60
- Luise Schottroff: Die Gleichnisse Jesu. Gütersloher Verlags-Haus, Gütersloh 2005, ISBN 978-3-579-05200-7
- Günther Schwarz: »Und Jesus sprach« Untersuchungen zur aramäischen Urgestalt der Wort Jesu. Beiträge zur Wissenschaft vom Alten und Neuen Testament, Kohlhammer, Stuttgart/Berlin/Köln/Mainz 1985, ISBN 3-17-008826-2
- Hans Weder: Die Gleichnisse Jesu als Metaphern. Traditions- und redaktionsgeschichtliche Analysen und Interpretationen. Vandenhoeck & Ruprecht, Göttingen 1990, ISBN 3-525-53286-5
- Ruben Zimmermann: Die Gleichnisse Jesu. Eine Leseanleitung zum Kompendium. 18. Oktober 2007, S. 3–46 (www.staff.uni-mainz.de, PDF)
- Ruben Zimmermann (Hg.): Kompendium der Gleichnisse Jesu, 2. Auflage, Gütersloher Verlagshaus, Gütersloh 2015.